# De Zwarte Hand (verzetsbeweging)
De Zwarte Hand was een Belgische verzetsbeweging tijdens de Tweede Wereldoorlog. De beweging was vooral actief in Klein-Brabant en de Rupelstreek. De groep werd opgericht in 1940 maar in 1941 werden vrijwel alle leden gearresteerd, ter dood veroordeeld of naar de concentratiekampen gestuurd.

## In verzet

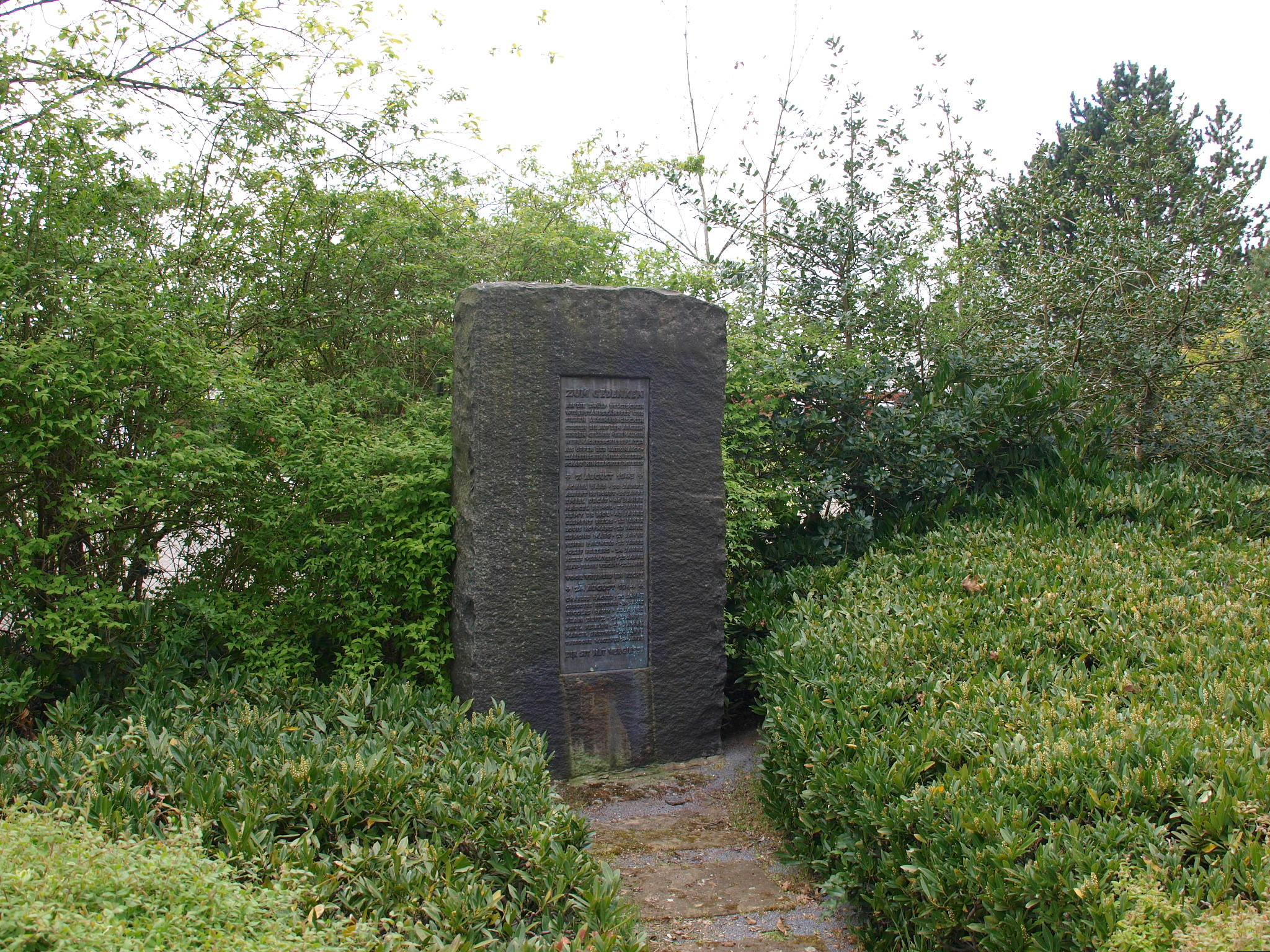
Gedenksteen in Schepsdorf naast Lingen

De beweging werd opgericht door Marcel De Mol, de koster van Tisselt. In juni 1940 begon hij met Auguste Vivijs het doen en laten van de collaborateurs in de streek te inventariseren, zodat deze gegevens na de oorlog zouden kunnen worden gebruikt. Ze begroeven hun documenten in flessen. Omstreeks augustus werd De Zwarte Hand officieel gesticht.
Samen begonnen ze, na contact te hebben gehad met verzetsleden uit Brussel, ook pamfletten te maken die waren gericht tegen het gemeentebestuur dat bestond uit leden van het Vlaamsch Nationaal Verbond. Hun pamfletten kregen ze via de Brusselse Maria Moens.
Om burgers moed te geven kalkten ze de letter V (van victorie) op de gevels van huizen, om aan te geven dat de bezetter nog niet definitief had gewonnen. De eerste verzetsdaad bestond eruit op de luchthaven van Hingene een ketel met kerosine te laten leeglopen.
Via hun radiozender zonden ze op 21 juli, de Nationale feestdag van België, het Belgisch volkslied uit, en riepen ze de bevolking op tot verzet.

## Arrestatie en vervolging
Op 20 september werden Petrus Demul en Jozef Thijs betrapt door de Feldgendarmerie terwijl ze pamfletten aan het bussen waren. 9 dagen later werd Louis Houthooft gearresteerd, maar hij zou later ontsnappen. In oktober 1941 namen de Duitsers verschillende mannen gevangen en uiteindelijk vonden ze in de kerk van Tisselt de volledige ledenlijst, inclusief foto, van alle leden van De Zwarte Hand. Slechts enkele leden van De Zwarte Hand ontsnapten aan arrestatie: Bernard Caremans ontsnapte aan gevangenneming omdat hij een neef had die in hetzelfde gebouw woonde. Die neef, Bernard Frans Caremans, werd wel gearresteerd en overleefde zijn gevangenschap niet.
De leden van De Zwarte Hand werden opgesloten in de gevangenis van Mechelen, waarna bijna dagelijks leden werden vervoerd naar het fort van Breendonk om te worden ondervraagd en/of gemarteld. Na enkele dagen werden de meeste leden van de Zwarte Hand verhuisd naar de gevangenis van Antwerpen. In Antwerpen werden ze verhoord door de gestapo onder leiding van August Schneiders en de Vlaming tolk Eugeen Dirckx. Op 15 maart 1942 werden de leden van De Zwarte Hand verhuisd naar de Gevangenis van Sint-Gillis, waar een volledige vleugel werd ontruimd om de leden te huisvesten. Op 29 juni 1942 werden ze per trein vervoerd naar Wuppertal, waar ze weer in de gevangenis werden opgesloten. Ze werden tijdens hun opsluiting gedwongen aan het werk gezet om te helpen bij de productie van legermateriaal.
Op 14 januari 1943 werden 25 leden voor de rechter gebracht, waarvan 16 ter dood werden veroordeeld, de anderen werden veroordeeld tot 5 tot 10 jaar tuchtstraf. Vier van de ter dood veroordeelden (Camiel Bastiaens, Lodewijk Meeus, Joris Van Lent en Petrus Van Obbergen) kregen uiteindelijk genade, maar enkel Van Lent zou de latere deportatie naar een concentratiekamp overleven. Door de bombardementen op Wuppertal brandde de gevangenis af op 5 of 6 juli 1943, waarna de leden weer werden getransporteerd, met uitzondering van Jozef Peeters die was overleden aan tuberculose. Op 7 juli kwamen ze toe in het Kamp Esterwegen.
Op 7 augustus 1943 werden 12 leiders van de Zwarte Hand weggevoerd uit het kamp Esterwegen. Ze werden gefusilleerd te Lingen.
De overlevenden van Kamp Esterwegen (naast de ter dood veroordeelden waren reeds enkele leden overleden door ziekte en ontbering) werden in maart 1944 vervoerd naar Strzelce Opolskie waar ze ook hun proces kregen en veroordeeld werden tot de Nacht und Nebel-straf, wat neerkwam op levenslange gevangenisstraf, waarbij ze geen contact meer mochten hebben met de buitenwereld, zodat het voor die buitenwereld leek alsof ze van de aardbodem waren verdwenen. Dit was ook uitdrukkelijk de bedoeling van de straf. Na hun veroordeling werden de leden voor het eerst uit elkaar gehaald en verspreid over verschillende werkkampen. Op 5 november 1944 kon Frans De Decker ontsnappen uit een van de werkkampen, waarna hij zich aansloot bij Poolse partizanen van het Armia Ludowa. Hij werd echter zwaargewond terug gevangengenomen in januari 1945. De andere gevangen bleven opgesloten in de werkkampen tot de Russische legers naderden, waarna de leden die de werkkampen hadden overleefd werden getransporteerd naar concentratiekampen zoals Sachsenhausen, Bergen-Belsen en Buchenwald. Net voor de bevrijding van deze kampen werden verschillende leden op dodentreinen vervoerd naar het concentratiekamp Theresienstadt.
Opmerkelijk veel leden van De Zwarte Hand overleden in de laatste drie maanden van de Tweede Wereldoorlog, op een ogenblik dat allang duidelijk was dat het nazi-regime de oorlog onherroepelijk zou verliezen. Slechts 37 van de 111 leden van De Zwarte Hand zouden terugkeren uit ballingschap. Onder hen August Vivijs.

## De 111 Verzetsleden
1. Frans Aerts (Ruisbroek 30 mei 1913 - Flossenburg 24 maart 1945)
2. Jan Aerts (Ruisbroek 23 juni 1915 - Strzelce Opolskie december 1944 ?)
3. Louis Alewaters (Tisselt 30 november 1921 - Vilvoorde 9 januari 2012) Bevrijd uit Bergen-Belsen op 15 april 1945
4. Frans Andries (Hingene 10 november 1921 - Dachau 11 februari 1945)
5. Gustaaf Baeckelmans (Tisselt 21 maart 1904 - Theresienstadt 11 mei 1945) Bevrijd uit Theresienstadt op 8 mei 1945 maar drie dagen later alsnog gestorven aan de ontberingen.
6. Camille Bastaens (Montpellier 2 mei 1915 - Sonneburg 30 of 31 januari 1945)
7. Frans Beuckelaers (Merchtem 24 maart 1921 - aldaar 3 maart 1994) Bevrijd te Brandenburg 27 april 1945
8. John Bossuyt (Hemiksem 17 september 1923 - Antwerpen 7 maart 2006) Bevrijd te Sachsenhausen op 22 april 1945
9. Jan Callaerts (Liezele 24 juni 1903 - Sachsenhausen 11 februari 1945)
10. Bernard Frans Caremans (Boom 15 februari 1924 - Esterwegen 24 december 1943)
11. Bernard Caremans (Boom 17 augustus 1922 - Brugge 3 april 2003) - wegens vergissing niet gearresteerd omdat zijn neef ook Bernard Caremans heette
12. Arthur Clerbaut (Ruisbroek 15 september 1914 - Londerzeel 31 december 2002) Bevrijd te Dorndorf op 13 april 1945
13. Roger Coeckelbergh (Puurs 28 juli 1922 - Aalst 19 januari 1990) Bevrijd te Dorndorf op 13 april 1945.
14. Jozef Corbeel (Niel 16 oktober 1922 - Rumst 19 augustus 2016 ) Bevrijd te Sachsenhausen op 22 april 1945
15. Achiel Daes (Terhagen 16 juli 1923 - Lingen 7 augustus 1943) Gefusilleerd
16. Jan Daelemans (Eikevliet 22 februari 1914 - Theresienstadt 15 april 1945)
17. Florent De Boeck (Niel 24 augustus 1922 - Essen 15.11.2018) Bevrijd uit Sachsenhausen op 22 april 1945
18. Albert De Bondt (Puurs 11 maart 1922 - Lingen 7 augustus 1943) Gefusilleerd.
19. Robert De Bondt (Puurs 18 september 1911 - Ottignies 13 juli 1992) Bevrijd uit Theresienstad op 8 mei 1945.
20. Hendrik De Bondt (Niel 8 september 1924 - Reet 23 september 2012) Bevrijd te Brandenburg op 27 april 1945.
21. Evarist De Bondt (Niel 30 september 1914 - Gembloers 5 april 1962) Bevrijd te Dachau op 1 mei 1945.
22. Frans De Bruyn (Niel 29 november 1924 - Antwerpen 24 juni 2007) Bevrijd te Brandenburg op 27 april 1945.
23. Emiel De Cat (Puurs 9 april 1895 - Lingen 7 augustus 1943) Gefusilleerd.
24. Camiel De Clerk (Ouwegem 1 maart 1909 - Flossenbürg 3 maart 1945)
25. Frans De Decker (Boom 23 mei 1919 - Mijas 9 november 1981) Ontsnapt te Laband (1944) en terug gearresteerd in januari 1945.
26. Jan De Doncker (Ruisbroek 16 april 1902 - Mittelbau-Dora maart 1945)
27. Etienne De Geyter (Puurs 23 september 1924 - Bergen-Belsen 14 maart 1945)
28. Luc De Geyter (Puurs 16 januari 1921 - Bornem 25 juli 1994) Bevrijd te Theresienstadt op 8 mei 1945
29. Joris De Keersmaecker (Ruisbroek 24 maart 1920 - Merksem 2 januari 2000) Bevrijd te Brandenburg op 27 april 1945
30. Arthur De Leeuw (Sint-Amands 31 januari 1907 - Groß-Rosen 27 november 1944)
31. John De Maeyer (Sint-Amands 30 oktober 1908 - Groß-Rosen 27 november 1944
32. Marcel De Mol (Gent 5 mei 1908 - Lingen 7 augustus 1943) Gefusilleerd
33. Remy De Mol (Nazareth 18 oktober 1899 - Lingen 7 augustus 1943) Gefusilleerd
34. Petrus Demul (Liezele 11 maart 1918 - Willebroek 29 maart 2000) Bevrijd te Theresienstadt op 8 mei 1945
35. Louis De Roek (Boom 2 december 1918 - aldaar 2 juli 1992) Bevrijd te Theresienstadt op 8 mei 1945
36. Jules De Wachter (Niel 27 september 1924 - Reet 25 februari 2010) Bevrijd te Nordhausen op 11 april 1945
37. Antoon De Wachter (Puurs 1 juli 1922 - Brasschaat 16 mei 2010) Bevrijd te Theresienstadt op 8 mei 1945
38. Joseph De Veirman (Bornem 29 april 1911 - 1944 of 1945 ?)
39. Alex De Vierman (Puurs 14 augustus 1909 - 1944 of 1945 ?)
40. Isidoor De Wit (Oppuurs 22 november 1910 - Mittelbau-Dora 8 maart 1945)
41. Clemens Dielis (Bressoux 5 oktober 1919 - Lingen 7 augustus 1943) Gefusilleerd
42. Alfons Dinant (Boom 18 april 1923 - aldaar 30 december 1947) Bevrijd te Laband op 23 januari 1945
43. August Elsen (Boom 8 juli 1923 - Nordhausen maart 1945)
44. Louis Eyckmans (Boom 7 mei 1924 - Nordhausen 2 maart 1945)
45. François Gevaers (Breendonk 18 februari 1920 - Bornem 29 april 2008) Bevrijd te Dachau op 1 mei 1945
46. Jozef Hermans (Puurs 16 november 1914 - Theresienstadt 5 mei 1945)
47. Paul Herremans (Niel 29 oktober 1925 - Nordhausen 4 april 1945)
48. Louis Hofmans (Puurs 29 januari 1920 - Lingen 7 augustus 1943) Gefusilleerd
49. Louis Houthooft (Puus 24 juni 1913 - Bornem 26 januari 1986) Ontsnapt op 9 oktober 1941
50. Adolf Huysmans (Tisselt 24 juli 1919 - Groß-Rosen 7 of 8 februari 1945)
51. Frans Kerremans (Tisselt 2 maart 1908 - Groß-Rosen 24 december 1944)
52. Louis Koek (Sint-Amands 11 mei 1903 - Nordhausen 3 april 1945)
53. Edmond Maes (Boom 14 mei 1922 - Lingen 7 augustus 1943) Gefusilleerd
54. Frans Maes (Puurs 4 maart 1921 - Baasrode 28 februari 2000) Bevrijd te Bergen-Belsen op 15 april 1945
55. Jan Maris (Stokrooie 1 september 1880 - Sonnenburg 31 januari 1944)
56. Louis Meeus (Londerzeel 22 januari 1923 - Sonnenburg mei 1944)
57. Robert Mertens (Boom 5 oktober 1925 - Groß-Rosen februari 1945)
58. Florent Meskens (Puurs 8 mei 1918 - Mortsel 24 december 1970) Bevrijd te Theresienstadt op 8 mei 1945
59. Alfons Moeyersons (Londerzeel 16 april 1922 - Bergen-Belsen na 7 maart 1945)
60. Maurice Moortgat (Sint-Amands 20 januari 1920 - Groß-Rosen 8 februari 1945
61. Henri Pauwels (Puurs 14 augustus 1920 - Lingen 7 augustus 1943) Gefusilleerd
62. Jozef Peeters (Lippelo 12 april 1910 - Wuppertal 11 maart 1943)
63. Alfons Peeters (Tisselt 10 november 1906 - Willebroek 6 januari 1992) Bevrijd te Sachsenhausen op 22 april 1945
64. Herman Peeters (Boom 24 april 1912 - Wolfenbüttel 27 oktober 1941)
65. Jozef Peeters (Londerzeel 2 juli 1919 - Lingen 7 augustus 1943) Gefusilleerd
66. Lodewijk Pelgrims (Puurs 30 oktober 1923 - Strzelce Opolskie 25 of 26 augustus 1944)
67. Firmin Piessens (Elsene 19 december 1922 - Groß-Rosen februari 1945)
68. Albert Polfliet (Bornem 25 juli 1917 - aldaar 19 november 1979) Bevrijd op 23 april 1945
69. Louis Polfliet (Bornem 1 maart 1915 - Mittelbau-Dora 3 maart 1945)
70. Victor Saerens (Puurs 4 november 1914 - Brussel 31 januari 1984) Bevrijd te Brandenburg op 29 april 1945
71. Philemon Sarens (Sint-Amands 12 juni 1915 - Dachau 9 of 12 maart 1945)
72. Pieter Schaerlaecken (Tisselt 30 januari 1923 - Nordhausen 27 maart 1945)
73. Leopold Schelkens (Londerzeel 15 juli 1921 - Nordhausen 3 of 4 april 1945 t.g.v. een bombardement)
74. Leo Schoof (Sint-Gillis-bij-Dendermonde 23 december 1908 - Bergen-Belsen 2 maart 1945)
75. Florent Siebens (Puurs 12 oktober 1904 - aldaar 14 januari 1965) Bevrijd te Theresienstadt op 8 mei 1945
76. Hendrik Spiessens (Hingene 17 september 1902 - Maagdenburg mei 1945)
77. Robert Sprimont (Tisselt 3 april 1894 - Groß-Rosen 7 december 1944)
78. Jozef Stevens (Puurs 20 maart 1914 - Willebroek 18 april 1970) Bevrijd te Buchenwald op 13 april 1945
79. Jozef Suykens (Antwerpen 9 januari 1922 - Puurs 11 december 1978) Bevrijd te Laband op 23 januari 1945
80. Hector Temmerman (Boom 23 november 1924 - Edegem 25 oktober 1985) Bevrijd te Brandenburg op 27 april 1945
81. Jozef Thijs (Puurs 14 december 1916 - Buchenwald 23 maart 1945)
82. Louis Uytfries (Boom 17 februari 1924 - aldaar 12 april 1974) Bevrijd te Brandenburg op 27 april 1945
83. Frans Van Beneden (Ruisbroek 7 juli 1913 - Wolfenbüttel 18 december 1944)
84. Joseph Van Beneden (Ruisbroek 23 april 1921 - Sonnenburg rond 15 augustus 1943)
85. Leonard Van De Sande (Willebroek 4 mei 1925 - Kamp Sandbostel 22 april 1945
86. Denis Van Den Heule (Ruisbroek 16 april 1921 - Leuven 26 november 2009) Bevrijd te Bergen-Belsen op 15 april 1945
87. Frans Vanderkinderen (Hingene 4 februari 1915 - Nordhausen 1 april 1945)
88. Willem Van Der Taelen (Tisselt 14 september 1921 - Terhulpen 5 juli 1945) Bevrijd te Nordhausen op 11 april 1945
89. Emiel Vangelder (Klein-Willebroek 11 april 1922 - Groß-Rosen 27 november 1944)
90. Carolus Van Gucht (Hingene 6 februari 1919 - Groß-Rosen 2 januari 1945)
91. Leopold Van Hoeymissen (Malderen 3 november 1919 - Strzelce Opolskie 30 november 1944)
92. Laurent Van Hoof (Schelle 12 maart 1923 - Nordhausen 3 of 4 april 1945)
93. Willem Van Hoof (Niel 18 mei 1924 - Esterwegen 14 januar 1944)
94. Pieter Van Humbeeck (Londerzeel 4 oktober 1923 - Groß-Rosen februari 1945)
95. Gustaaf Van Lent (Ruisbroek 14 maart 1902 - Mechelen 11 oktober 1965) Bevrijd te Sachsenhausen op 22 april 1945
96. Frans Van Muylder (Londerzeel 7 oktober 1902 - Antwerpen 22 juli 1945) Bevrijd te Theresienstadt op 8 mei 1945
97. Pieter Van Obbergen (Londerzeel 16 januari 1907 - Sachsenhausen 13 december 1943)
98. Albert Van Oost (Hingene 29 maart 1916 - Groß-Rosen februari 1945)
99. Jozef Van Zaelen (Tisselt 20 december 1919 - Flossenbürg 8 maart 1945
100. Petrus Van Zaelen (Tisselt 20 december 1919 - Mittelbau-Dora 10 maart 1945)
101. Frans Verbelen (Malderen 17 maart 1923 - Bergen-Belsen 8 maart 1945)
102. Karel Verbelen (Londerzeel 4 september 1906 - Groß-Rosen 2 december 1944)
103. Jozef Verhavert (Puurs 18 april 1918 - Lingen 7 augustus 1943) Gefusilleerd
104. Georges Verholen (Tisselt 11 januari 1915 - Kashits 1 mei 1945)
105. Jozef Vermaesen (Malderen 16 juli 1922 - Sonnenburg 13 mei 1944)
106. Jean-Pierre Vincent (Schaarbeek 13 augustus 1920 - Lingen 7 augustus 1943) Gefusilleerd
107. Jozef Vyncke (Sint-Niklaas 12 maart 1905 - Buchenwald 12 maart 1945)
108. Louis Vivijs (Tisselt 26 oktober 1923 - Mechelen 2 mei 2012) Bevrijd te KZ Nordhausen op 11 april 1945[5]
109. August Vivijs (Tisselt 10 oktober 1922 - Veurne 29 april 2007) Bevrijd te Mauthausen op 5 mei 1945
110. Frans Willaert (Puurs 30 oktober 1909 - Bonheiden 11 februari 1992) Bevrijd te Brandenburg op 27 april 1945
111. Prosper Windey (Sint-Amands 12 oktober 1903 - Dachau 6 februari 1945)[6]